# Marta Bianchi
Marta Bianchi (Buenos Aires, 25 de octubre de 1943) es una actriz argentina de cine, teatro y televisión.

## Biografía
Marta Bianchi es una actriz que se caracterizó por su versatilidad y profesionalismo con la que desempeñó sus interpretaciones en cine, teatro y televisión. Es una egresada de la "Escuela Nacional de Arte Dramático".
En 1974 recibió amenazas junto a su entonces marido, el actor Luis Brandoni por parte de la Triple A. Después de estar un tiempo exiliados en México regresaron al país. El 9 de julio de 1976 al salir del teatro, junto con actor español Gila, los esperaba un grupo de tareas coordinado por Aníbal Gordon para llevarlos (previo bajarlo a Gila) al centro clandestino Automotores Orletti, donde permanecieron durante unas cinco horas, hasta que fueron liberados. Pues Gila habló con Emilio Alfaro, y este al Gral. de Ejército  Arturo Corbetta, quien consiguió la liberación.

## Carrera

### Televisión
En la pantalla chica debutó en 1963 con la compañía de Narciso Ibáñez Menta. Trabajó con grandes como Luisina Brando, Bárbara Mujica, Miguel Ángel Solá, Julio de Grazia, Luis Brandoni, Ricardo Darín, Rodolfo Ranni, María Valenzuela, Mirta Busnelli, Selva Alemán, Marta González, Virginia Lago, Hilda Bernard y Érika Wallner. Entre ellos se destacan:
- 1963: El sátiro, emitido por Canal 9.
- 1965: El Show de Rambler, por Canal 13.
- 1983: Como la gente. Canal 9
- 1987: Los griegos.
- 1988: De Fulanas y Menganas, por ATC.
- 1993: Mi cuñado, por Telefe.
- 1993: Zona de riesgo.
- 1996: Como pan caliente.
- 1998: Fiscales.
- 2000: Campeones de la vida .
- 2001: Los amantes.
- 2008: Oportunidades.
- 2008: Mujeres asesinas, en el episodio Lorena, maternal.

### Filmografía
En cine presenta una larga trayectoria en la que compartió escenas con actores de la talla de Héctor Alterio, Soledad Silveyra, Luis Brandoni, Alicia Bruzzo, Graciela Borges, Lautaro Murúa, Enzo Viena, Arturo García Buhr, Ulises Dumont, Moria Casán, Thelma Stefani, Antonio Gasalla, Carlos Perciavalle, Pepe Soriano, Arturo Bonín y Patricio Contreras, entre muchos otros.
| Año  | Película                                   | Papel      |  |
| ---- | ------------------------------------------ | ---------- |  |
| 2009 | Por tu culpa                               |            |  |
| 2009 | Campo Cerezo                               |            |  |
| 2004 | Cuentos clásicos de terror                 |            |  |
| 1996 | A Casa de Açúcar                           |            |  |
| 1993 | Muchas gracias maestro (inédita)           | Ella misma |  |
| 1987 | Made in Argentina                          | Mabel      |  |
| 1985 | Hay unos tipos abajo                       | Luisa      |  |
| 1984 | Asesinato en el Senado de la Nación        | Rosa       |  |
| 1984 | La Rosales                                 |            |  |
| 1980 | Hombres en pugna                           |            |  |
| 1976 | Sola (película)                            |            |  |
| 1974 | Clínica con música                         | Mónica     |  |
| 1973 | José María y María José: Una pareja de hoy |            |  |
| 1972 | Autocine mon amour                         |            |  |
| 1972 | Basuras humanas                            | Elena      |  |
| 1968 | Chúmbale                                   |            |  |
| 1967 | La muchacha del cuerpo de oro              | Martha     |  |
| 1965 | Show Rambler                               |            |  |
| 1963 | Racconto                                   |            |  |

### Teatro
Trabajó en numerosas obras teatrales en sitios como el Teatro Abierto, Teatro Municipal General San Martín, Teatro Argentino, Teatro Payro y el Teatro Universal. Representó más de 50 obras:
- 1966............ Segundo tiempo
- 1986............ Made in Lanús
- 2003............. La prisionera.[4]
- 2005 ................Desangradas en glamour de José María Muscari
- 2006/2007............ Un mismo árbol verde
- 2008/2009...........Conversaciones después de un entierro
- 2009/2010........... Raíces
- 2009/2010............ Un informe sobre la banalidad del amor
- 2010/2011............ Mujeres terribles
- 2010/2011............... Para qué sirve el amor?
- 2011/ 2012............ Los Kaplan.[5]
- 2012.................El amante[6]
- 2013.................. Negro, blanco y sangre
- 2026: Las doradas - Teatro Cervantes. Junto a Katja Alemann, Mónica Gonzaga, Adriana Salgueiro y Silvia Pérez y elenco - Dirección: José María Muscari.

También actuó en otras como:
- Fiebre de heno
- La Celestina
- El nuevo mundo
- Lejos de aquí
- Gracia y Gloria
- Conversaciones después de un entierro

### Otras labores
Es socia fundadora y presidenta de desde 1988 la ONG "La mujer y el cine", una asociación cultural que promueve y divulga la obra de realizadoras que de otra manera jamás se conocerían.

La Mujer y el Cine empezó como una militancia ciudadana de ocho mujeres que estábamos en el top en ese momento. Si nosotras, que teníamos poder, no hacíamos algo por las otras, no se justificaba. Me despertó una pasión tan grande, mi compromiso social, mi compromiso de mujer que también tiene que ver con la profesión. Pero tuvimos muchos altibajos. La única de las fundadoras que quedó fui yo. El apoyo a La Mujer y el Cine es políticamente correcto, pero en la práctica las acciones encuentran resistencia. Sin embargo, nunca dejamos de estar presentes. La salida del Festival de Mar del Plata nos dio la oportunidad de comprobar la dimensión que había tenido ese trabajito de hormiga: recibimos más de 60 adhesiones de todo el mundo. Lo que nunca logramos fue que algún funcionario, y todos nos lo prometieron, nos diera no digo un subsidio ni una oficina: sólo pedimos dos placares para guardar nuestro archivo. Pero nunca lo logramos, y ese archivo se fue perdiendo.

Fue Asesora del programa "La mujer y la Familia" del Ministerio de Desarrollo Humano Consultora de la Subsecretaría de la Mujer

## Vida personal
Estuvo casada por más de 20 años con el actor Luis Brandoni con quien tuvo a sus hijas Florencia y Micaela.

## Premios
- Premio Podestá a la Trayectoria Honorable 2001, entregados por la Asociación Argentina de Actores.[9]
- Jurado Internacional en la 52.ª Semana Internacional de Cine de Valladolid, 2007.[10]
- Personalidad destacada de la cultura, distinción otorgada por la Legislatura de la Ciudad de Buenos Aires, 2008.[11]
- Premio Dignidad otorgado por la Asamblea Permanente por los Derechos Humanos.[5]
- Premio ACE a mejor actriz dramática.[5]
- Premio María Guerrero.[5]
- Mención "8 de marzo Margarita de Ponce 2012", que otorga la Unión de Mujeres de la Argentina, en el rubro "Aporte al Género en el Cine".[5]
- Premio especial a la Trayectoria, otorgado por las sexta edición del Festival de cine del Mar, 2013.[12][13]